# Metaemene derufata
Metaemene derufata là một loài bướm đêm trong họ Erebidae.